# Brigitte Grésy
Pour les articles homonymes, voir Grésy.
Brigitte Grésy, née à Nantes en France le 14 décembre 1947, est une haute fonctionnaire française, inspectrice générale des affaires sociales depuis 2006. Elle est spécialiste sur les questions de l’égalité entre les hommes et les femmes et l'auteur du rapport sur l’égalité professionnelle remis en juillet 2009 au ministre du travail. Elle a été nommée secrétaire générale du Conseil supérieur de l’égalité professionnelle par arrêté du ministre des Droits des femmes, Najat-Vallaud-Belkacem, le 6 mai 2013. Elle est présidente du Haut Conseil à l'égalité entre les femmes et les hommes de 2019 à 2022.

## Biographie
Brigitte Grésy est née Brigitte Castillon le 14 décembre 1947 à Nantes. 
Elle est la dernière-née d'une famille de trois enfants. Son père est directeur des services fiscaux et sa mère professeur de français. 
Après une formation en classes préparatoires littéraires et l'agrégation de grammaire à 21 ans, elle commence sa carrière comme professeur de lettres classiques dans un lycée du Nord de la France puis au lycée Mansart, à Saint-Cyr-l'École. Elle se marie à 26 ans puis a deux enfants. 
Elle entre par le concours interne à l'École nationale d'administration, promotion Liberté Égalité Fraternité (1987-1989).
Elle commence sa nouvelle carrière au ministère de l'industrie, chargée de la mission internationale, puis y devient directrice de cabinet du Directeur Général des stratégies industrielles.
Au bout de six ans, elle obtient d'être mutée à l'Inspection générale des affaires sociales.
À partir de 1998, elle est chef du service des droits des femmes et de l'égalité.
Elle devient en 2004 directrice de cabinet du Ministre à la Parité et à l'Égalité professionnelle, Nicole Ameline, poste qu'elle occupe jusqu'en 2005.
Nommée en 2006 inspectrice générale des affaires sociales, elle réalise alors de nombreux rapports sur l'égalité tels que le rapport sur l’égalité professionnelle en 2009  ou encore celui de la parentalité tout au long de la vie en 2011.
Elle est nommée Secrétaire Général du Conseil supérieur de l’égalité professionnelle en 2013, instance consultative présidée par Marisol Touraine, Ministre des Affaires sociales, de la Santé et des Droits des femmes, qui est secondée par Pascale Boistard, Secrétaire d'État chargée des Droits des femmes.  
Elle est également membre du Haut Conseil à l'égalité entre les femmes et les hommes, au sein de la commission sur la lutte contre les stéréotypes sexistes et la répartition des rôles sociaux. Le 24 juin 2019, elle prend la présidence de ce Conseil, succédant à Danielle Bousquet. Sylvie Pierre-Brossolette lui succède à cette fonction en 2022.

## Ouvrages
- Petit traité contre le sexisme ordinaire, Albin Michel, septembre 2009[8].
- La vie en rose, Pour en découdre avec les stéréotypes, Albin Michel, avril 2014.

## Autres publications
- Brigitte Grésy, « L'image des femmes dans la publicité: rapport à la secrétaire d'état aux droits des femmes et à la formation professionnelle », Documentation française,‎ 2002 (lire en ligne)
- Brigitte Grésy, « Mais qui va garder les enfants ? », Le Monde,‎ 7 mars 2011 (lire en ligne).
- Brigitte Grésy et Sylviane Giampino, « Deux femmes s’entretiennent avec des hommes, dirigeants et cadres », Observatoire de la responsabilité sociétale des entreprises,‎ mai 2012 (lire en ligne).
- Brigitte Grésy, « Le sexisme dans le monde du travail - entre déni et réalité », Conseil supérieur de l’égalité professionnelle entre les femmes et les hommes,‎ mars 2015 (lire en ligne)

### Articles de journaux
- Laurance N'Kaoua, « Brigitte Grésy, une amazone au Conseil supérieur de l'égalité professionnelle », Les Échos,‎ 2 juillet 2013 (lire en ligne).
- Stéphanie Combe, « Brigitte Grésy : Les femmes doivent reprendre confiance en elles », La Vie,‎ 22 novembre 2012 (lire en ligne).
- Mathilde Siraud, « Les femmes bousculent le poids des normes masculines », Libération,‎ 4 juillet 2012 (lire en ligne).
- Virginie Ballet, « Les pères vont-ils décrocher le poupon ? », Libération,‎ 8 juin 2011 (lire en ligne).
- Jennifer Richaud, « «Petit Traité contre le sexisme ordinaire», de Brigitte Grésy », Le Nouvel Observateur,‎ 16 décembre 2009 (lire en ligne).
- Clément Daniez, « Des quotas de femmes pour les conseils des grandes entreprises? », Le Point,‎ 8 juillet 2009 (lire en ligne).